# Galo (zodíaco)

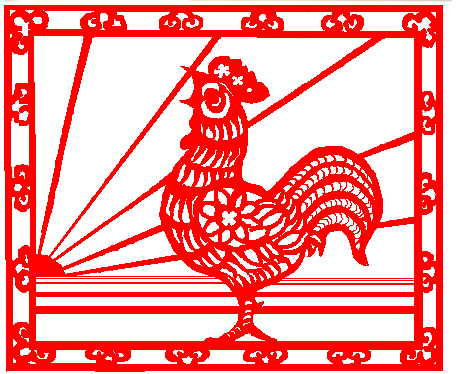
O Galo

O Galo ( 雞 ) é um dos animais do ciclo de 12 anos que aparece no Zodíaco da Astrologia chinesa e no Calendário chinês.
- Zang-Fu: Shen (Zhao Hai abre Yin Qiao Mai)
- Anatomia: Rim
- Canal 5 Shen: Zhi Yin
- Nível Energético: Shao Yin Pé
- Deus Grego: Atena
- Ligação: Cavalo

## Atributos
O galo cumpre suas tarefas conscienciosamente e quando se depara com um adversário, combate bravamente. Sempre ocupado, aparentemente auto-focado, é sensível e atencioso com os amigos. O galo é alerta, unindo meticulosidade essencial com atenção precisa aos detalhes. Os problemas começam quando muitos projetos são atribuídos a ele; inevitavelmente, o menos problemático acaba sendo posto de lado. Nos negócios ou relacionamentos pessoais, os membros mais quietos e reservados do círculo social ou familiar do galo podem acabar sendo negligenciados ou esquecidos.

## Nascidos sob o signo de Galo[1]
Lembre-se de que esta é a data do Hemisfério Norte, pois há uma diferença entre os 2 Hemisférios citada na página Feng Shui
| Data de nascimento | Data de nascimento | Signo e Elemento |
| Início             | Fim                | Signo e Elemento |
| ------------------ | ------------------ | ---------------- |
| 26/01/1933         | 13/02/1934         | Galo de Água     |
| 13/02/1945         | 01/02/1946         | Galo de Madeira  |
| 31/01/1957         | 17/02/1958         | Galo de Fogo     |
| 17/02/1969         | 05/02/1970         | Galo de Terra    |
| 05/02/1981         | 24/01/1982         | Galo de Metal    |
| 23/01/1993         | 09/02/1994         | Galo de Água     |
| 09/02/2005         | 28/01/2006         | Galo de Madeira  |
| 28/01/2017         | 15/02/2018         | Galo de Fogo     |
| 13/02/2029         | 02/02/2030         | Galo de Terra    |

## Tipos de Galo
- Metal: opiniosos, inflexíveis, altamente fundamentados; se relaxarem, chegarão ao sucesso. Metal é o elemento fixo e natural do Galo/Galinha.
- Madeira: amáveis, entusiastas, baixa auto-confiança, superestimam conseqüências, têm dificuldade em aceitar desafios.
- Água: ambiciosos, francos, auto-confiantes, aventureiros, protetores, não levam em consideração as conseqüências para os outros mas apenas os próprios objetivos.
- Fogo: apreciam elogios, gostam de uma vida de luxos, esforçados, raramente ficam em casa e têm poucos amigos chegados.
- Terra: conservadores, temperamentais, pouco ambiciosos.